# Protosticta coomansi
Protosticta coomansi är en trollsländeart som beskrevs av Van Tol 2000. Protosticta coomansi ingår i släktet Protosticta och familjen Platystictidae. Inga underarter finns listade i Catalogue of Life.